# Kalifornische Weiß-Eiche

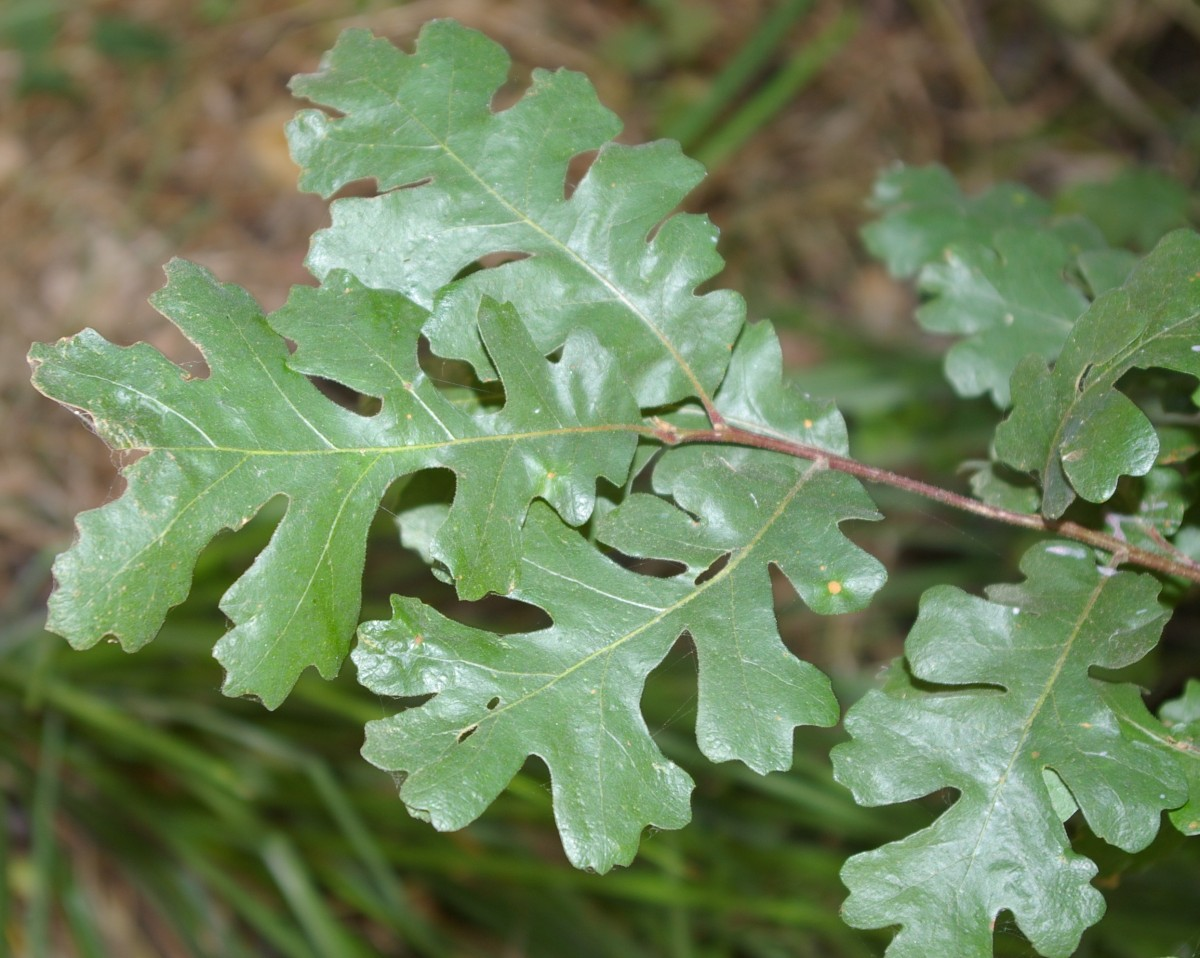
Kalifornische Weiß-Eiche – gelappte Laubblätter

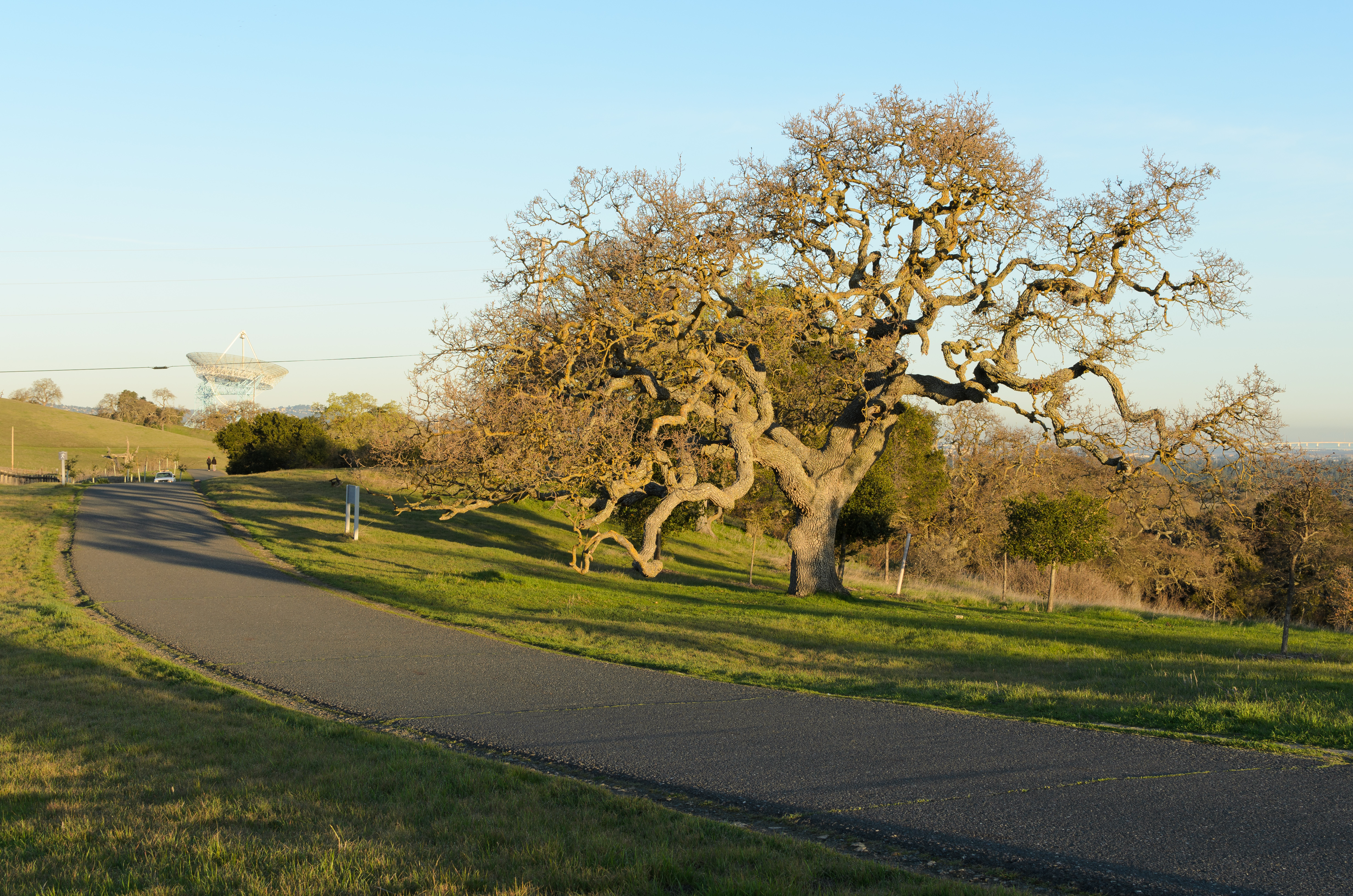
Schönes Exemplar im Winter

Die Kalifornische Weiß-Eiche (Quercus lobata) ist eine Art aus der Gattung der Eichen (Quercus). Die Art ist in Kalifornien endemisch.

## Beschreibung
Kalifornische Weiß-Eichen sind sommergrüne Bäume, die Wuchshöhen bis zu 25 Meter (in Ausnahmefällen bis über 40 Meter) erreichen. Der Stammdurchmesser erreicht bis über 2 Meter. Die grobe, dicke Borke ist grau bis braun-grau, rissig und im Alter tief gefurcht. Die Zweige sind gelblich grau, selten rötlich, und durchmessen zwischen 2 und 4 Millimeter. Sie sind dicht oder unregelmäßig filzig. Die Knospen sind gelblich oder hellbraun und eiförmig. Sie messen zwischen 3 und 5 Millimeter, sind an der Spitze teilweise angeschärft und dicht behaart.
Die Laubblätter sind zwischen 5 und 12 Millimeter lang gestielt. Die Spreiten sind breit verkehrt-eiförmig oder elliptisch und gelappt bis gespalten oder geteilt. Sie messen 50 bis 100 Millimeter in der Länge und zwischen 30 und 60 Millimeter in der Breite. Die Spreitenbasis ist spitz bis keilförmig oder gestutzt, selten leicht herzförmig. Die Blattspreite ist gewöhnlich mehr als zur Hälfte des Abstandes zur Mittelader gespalten. Die Lappen sind länglich bis spatelförmig, stumpf oder abgerundet. An jeder Seite der Mittelader entspringen 5 bis 10 Seitenadern. Die Blattspitze ist meist abgerundet bis stumpf. Die Blattunterseite ist weißlich oder hellgrün und dicht oder unregelmäßig mit ineinander greifenden, angepressten, halbaufrechten, 8- bis 10-strahligen, sternförmigen Haaren besetzt. Die Oberseite ist dunkelgrün oder gräulich, glänzend oder schuppig durch vereinzelte sternförmige Haare.
Die Eicheln sitzen fast stiellos, einzeln oder in Paaren. Der Fruchtbecher ist tief schalenförmig, halbkugelig oder kreiselförmig, gewunden mit einem dicken Rand. Er ist 10 bis 30 Millimeter tief und zwischen 14 und 30 Millimeter breit. Die Schuppen sind grau bis cremefarben und werden zum Rand hin zugespitzter. Sie sind, vor allem zur Basis hin, stark und unregelmäßig warzig. Die Nuss ist hellbraun, schmal-ei- oder spindelförmig und verengt sich zu einer spitzen oder abgerundeten Spitze. Sie misst zwischen 30 und 60 Millimeter in der Länge und 15 bis 25 Millimeter in der Breite. Die Kotyledonen sind getrennt. Die Art blüht im späten Winter oder im Frühlingsanfang.

## Verbreitung
Die Kalifornische Weiß-Eiche bewächst Talsohlen und flache Hänge, offenes Grasland, Waldsteppen und Eichenwälder sowie Flussufern im Chaparral in Höhenlagen zwischen 0 und 1.700 Meter.
Die Art ist in Kalifornien endemisch.

## Systematik
Die Kalifornische Weiß-Eiche steht in der Sektion Leucobalanus (den Weiß-Eichen) in der Untergattung Quercus.
Die Art hybridisiert mit einer Vielzahl anderer Eichenarten, dennoch sind Hybriden im Verbreitungsgebiet selten. Auf Santa Cruz Island und Santa Catalina Island gibt es jedoch eine stabile Population von Hybriden mit Quercus pacifica, die als Quercus × macdonaldii beschrieben wurden.